# Ann Ormonde
Ann Ormonde (* 20. Januar 1935 in Kilmacthomas, County Waterford) ist eine irische Politikerin der Fianna Fáil. 
Ormonde studierte am University College Dublin und erhielt dort einen Master of Arts in Psychologie, einen Bachelor of Commerce, ein Higher Diploma of Education und ein Diploma in Berufsberatung. Nach Beendigung ihres Studiums wurde sie als Berufsberaterin tätig. 
Im Jahr 1985 wurde Ormonde im Wahlbezirk Rathfarnham für die Fianna Fáil in das Dublin County Council gewählt. In den Jahren 1991 und 1999 erfolgte jeweils ihre Wiederwahl. Nach der Auflösung des Dublin County Council 1994 gehörte sie nunmehr dem South Dublin County Council. Des Weiteren war sie Mitglied im General Council of County Councils.
In den Jahren 1987, 1989, 1992 und 1997 kandidierte sie bei den Wahlen zum Dáil Éireann für ihre Partei im Wahlkreis Dublin South. Es gelang ihr jedoch nie ein Mandat zu gewinnen. Stattdessen wurde Ormonde 1993 in den Seanad Éireann gewählt. 